# Měřitelná funkce
Měřitelné funkce jsou v matematice, konkrétně v teorii míry, funkce zachovávající strukturu mezi měřitelnými prostory; měřitelné funkce vytvářejí přirozené prostředí pro teorii integrálu. Jmenovitě funkce mezi měřitelnými prostory se nazývají měřitelné, jestliže vzor každé měřitelné množiny je měřitelný, což je podobná podmínka jako v případě spojitosti funkcí mezi topologickými prostory.
Definice vypadá jednoduše, ale zvláštní pozornost je třeba věnovat požadavkům týkajících se σ-algeber. Konkrétně, jestliže se funkce {\displaystyle f:\mathbb {R} \to \mathbb {R} } nazývá Lebesgueovsky měřitelná, znamená to, že {\displaystyle f:(\mathbb {R} ,{\mathcal {L}})\to (\mathbb {R} ,{\mathcal {B}})} je měřitelná funkce, tj. že jejím definičním oborem a oborem hodnot jsou různé σ-algebry na stejné podkladové množině (zde {\displaystyle {\mathcal {L}}} je σ-algebra Lebesgueovsky měřitelných množin a {\displaystyle {\mathcal {B}}} je borelovská algebra na {\displaystyle \mathbb {R} }). To má za důsledek, že funkce vzniklá složením dvou nebo více Lebesgueovsky měřitelných funkcí Lebesgueovsky měřitelná být nemusí.
Pokud není řečeno jinak, předpokládá se, že topologický prostor je opatřen borelovskou algebrou generovanou jeho otevřenými podmnožinami. Obvykle uvažujeme prostor tvořený množinou reálných nebo komplexních čísel. Například reálná měřitelná funkce je taková funkce, že vzor každé borelovské množiny je měřitelný. Komplexní měřitelná funkce je definovaná analogicky. V praxi někteří autoři používají termín měřitelné funkce pouze pro označení reálných měřitelných funkcí s ohledem na borelovskou algebru. Jestliže funkční hodnoty leží v nekonečnědimenzionálním vektorovém prostoru místo {\displaystyle \mathbb {R} } nebo {\displaystyle \mathbb {C} }, používají se obvykle jiné definice měřitelnosti, jako je slabá měřitelnost a Bochnerova měřitelnost.
Sigma algebra v teorii pravděpodobnosti často znamená množinu dostupných informací, a funkce (v tomto kontextu náhodná proměnná) je měřitelná právě tehdy, když reprezentuje výsledek pokusu, který je podle dostupných informací známý. Naproti tomu funkce, které nejsou lebesgueovsky měřitelné, jsou obecně považovány za "patologické", přinejmenším v oblasti matematické analýzy.

## Definice
Nechť {\displaystyle (X,{\mathcal {A}}_{1})} a {\displaystyle (Y,{\mathcal {A}}_{2})} jsou měřitelné prostory. O funkci {\displaystyle f:X\to Y} řekneme, že je měřitelná, jestliže pro každé {\displaystyle \Omega \in {\mathcal {A}}_{2}} dostaneme:
{\displaystyle f^{-1}(\Omega )=\{x\in X|\;f(x)\in \Omega \}\in {\mathcal {A}}_{1}}.
Měřitelnost tedy závisí na sigma algebrách {\displaystyle {\mathcal {A}}_{1}} a {\displaystyle {\mathcal {A}}_{2}}, tj. měřitelnou funkci {\displaystyle f:X\to Y} obvykle píšeme jako {\displaystyle f\colon (X,{\mathcal {A}}_{1})\rightarrow (Y,{\mathcal {A}}_{2})}.

## Vlastnosti
- Součet a součin dvou komplexních měřitelných funkcí je měřitelný[2]. To platí i o podílu měřitelných funkcí, pokud dělitel není nulový[1].

- Jestliže {\displaystyle f\colon (X,{\mathcal {A}}_{1})\rightarrow (Y,{\mathcal {A}}_{2})} a {\displaystyle g\colon (Y,{\mathcal {A}}_{2})\rightarrow (Z,{\mathcal {A}}_{3})} jsou měřitelné funkce, pak je měřitelná i funkce {\displaystyle g(f)\colon (X,{\mathcal {A}}_{1})\rightarrow (Z,{\mathcal {A}}_{3})}[1], tj. funkce vzniklá složením měřitelných funkcí je měřitelná.

- (Bodová) suprema, infima, limes superior a limes inferior posloupností reálných měřitelných funkcí jsou měřitelné funkce[1][3].

- Bodová limita posloupnosti měřitelných funkcí je měřitelná funkce. (Odpovídající tvrzení pro spojitou funkci vyžaduje silnější podmínku než bodovou konvergenci, a to stejnoměrnou konvergenci[4].)

## Měřitelné funkce

### Borelovská funkce
- Jestliže {\displaystyle (X,{\mathcal {A}}_{1})} a {\displaystyle (Y,{\mathcal {A}}_{2})} jsou borelovské prostory, měřitelná funkce {\displaystyle f:X\to Y} se nazývá borelovská funkce. Každá spojitá funkce je borelovská, ale ne všechny borelovské funkce jsou spojité. Měřitelné funkce jsou spojité skoro všude (viz Luzinova věta). Jestliže borelovská funkce je zúžením nějakého zobrazení {\displaystyle Y{\stackrel {\pi }{\to }}X}, nazývá se Borelovská část.

### Lebesgueovsky měřitelná funkce
- Lebesgueovsky měřitelná funkce je měřitelná funkce {\displaystyle f:(\mathbb {R} ,{\mathcal {L}})\to (\mathbb {C} ,{\mathcal {B}}_{\mathbb {C} })}, kde {\displaystyle {\mathcal {L}}} je sigma algebra Lebesgueovsky měřitelných množin a {\displaystyle {\mathcal {B}}_{\mathbb {C} }} je borelovská algebra na komplexních číslech {\displaystyle \mathbb {C} }. Lebesgueovsky měřitelné funkce jsou důležité v matematické analýze, protože je lze integrovat.

### Měřitelné funkce v teorii pravděpodobnosti
- Náhodné proměnné jsou měřitelné funkce definované na prostoru elementárních jevů.

## Neměřitelné funkce
Reálné funkce, které se objevují v aplikacích, jsou obvykle měřitelné, ale není obtížné nalézt neměřitelné funkce.
- Pokud jsou v měřitelném prostoru neměřitelné množiny, existují neměřitelné funkce z tohoto prostoru. Jestliže {\displaystyle (X,{\mathcal {A}})} je měřitelný prostor a {\displaystyle A\subset X} je neměřitelná množina, tj. jestliže {\displaystyle A\not \in {\mathcal {A}}}, pak charakteristická funkce {\displaystyle \chi _{A}\colon (X,{\mathcal {A}})\rightarrow \mathbb {R} } je neměřitelná, protože vzorem měřitelné množiny {\displaystyle \{1\}} je neměřitelná množina {\displaystyle A} (množina {\displaystyle \mathbb {R} } je opatřena obvyklou borelovskou algebrou).

- Jakoukoli nekonstantní funkci lze učinit neměřitelnou doplněním definičního oboru a oboru hodnot vhodnými σ-algebrami. Jestliže {\displaystyle f:X\to \mathbb {R} } je libovolná nekonstantní reálná funkce, pak {\displaystyle f} je neměřitelná, jestliže {\displaystyle X} opatříme nediskrétní σ-algebrou {\displaystyle {\mathcal {A}}=\{\emptyset ,X\}}, protože vzorem libovolného bodu v oboru hodnot je nějaká neprázdná vlastní podmnožina {\displaystyle X}, která v takto definovaném {\displaystyle {\mathcal {A}}} neleží.